# Wiktor Ormicki
Wiktor Rudolf Ormicki (geboren 1. Januar 1898 in Krakau, Österreich-Ungarn; gestorben 17. September 1941 im KZ Gusen) war ein polnischer Wirtschaftsgeograph.

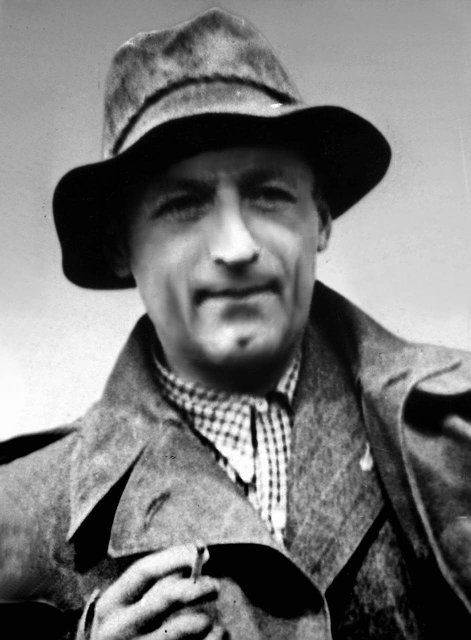
Wiktor Ormicki

## Leben
Wiktor Rudolf Ormicki wurde als Wiktor Rudolf Nu(s)sbaum und Sohn eines Beamten im bis 1918 zu Österreich gehörenden Galizien geboren. 1924 wurde der Name der jüdischen Familie polonisiert, als er die Tochter eines Krakauer Richters heiratete. Ein jüngerer Bruder war der Musiker Włodzimierz Ernst Ormicki.
Ormicki studierte von 1918 bis 1920 Rechtswissenschaften an der Jagiellonen-Universität in Krakau und danach an der Philosophischen Fakultät, legte 1923 das Lehramtsexamen ab und wurde danach Assistent. Nach der Promotion 1926 wurde er 1929 Oberassistent und wurde 1930 in Wirtschaftsgeographie habilitiert. 1936 wurde er zum Adjunkt für Wirtschaftsgeographie ernannt und lehrte außer an der Jagiellonen-Universität auch an der Handelsakademie Krakau und der Pädagogischen Hochschule Kattowitz. Er veröffentlichte eine Vielzahl sozial- und wirtschaftsgeographischer Regionalstudien und arbeitete auch im Rundfunk. 1939 wurde er zum Titularprofessor ernannt.
Um die polnische Intelligenz zu vernichten, wurden nach der deutschen Eroberung Polens am 6. November 1939 bei der „Sonderaktion Krakau“ 183 Hochschullehrer der Krakauer Hochschulen von der Gestapo in eine Falle gelockt und im Gefängnis Montelupich inhaftiert. Unter ihnen befand sich auch Ormicki. Die Professoren wurden in das Konzentrationslager Sachsenhausen deportiert, ein Teil wurde auf internationalen Druck hin freigelassen. Ormicki hingegen geriet am 4. März 1940 in das Konzentrationslager Dachau.
Nachdem dort festgestellt worden war, dass er jüdischer Abstammung sei, wurde er im Juni 1940 in das KZ Mauthausen, Nebenlager Gusen, überstellt, wo er unter der Häftlingsnummer 7738 registriert und im August 1940 einer Strafkompanie zugeteilt wurde.
Er konnte noch eine Zeit lang Bildungsarbeit unter den Häftlingen leisten und Schreibhefte anlegen zu Fragen der Überbevölkerung der Erdkugel. Seine Familie in Krakau bemühte sich vergeblich, ihn aus dem KZ freizubekommen. In der von Karl Chmielewski geführten Außenstelle Gusen I des KZ Mauthausen wurde er Opfer einer der Ermordungsaktionen, die die Lagerführung von Kapos an den jüdischen Insassen ausführen ließ, und wurde erhängt.

## Schriften
- O polski program ludnościowy. Odbitka z tygodnika "Naród i Państwo", 1939
- Skup zawodowy i handel obnośny w woj: Wileńskim, Nowogródzkim, Poleskim i Wołyńskim, 1938
- Problemat ludnościowy w Polsce, 1937
- Granice współczesnej pojemności ludnościowej w województwie krakowskim, 1937
- Warunki i możliwości emigracji żydowskiej, 1937
- Rzemiosło w okręgu Izby Rzemieślniczej w Krakowie, 1936
- Struktura demograficzna wychodźtwa sezonowego z Ziemi wileṅskiej do Łotwy w roku 1935
- Kapitał pieniężny jako przedmiot badań geografii gospodarczej, 1935
- Le Silésie Polonaise, 1934 (fr)
- Rozwój polskiej myśli geograficzno-gospodarczej 1866–1929, 1932
- Gęstość wiejskiej ludności rolniczej w Polsce, 1931
- Życie gospodarcze Kresów Wschodnich Rzeczypospolitej Polskiej. Z 6 ilustracjami oraz z atlasem, 1929
- Eksport drewna w górnem polskiem dorzeczu Dunajca i Popradu 1927